# Cateterismo
Un cateterismo es la introducción de un catéter o sonda en un conducto o cavidad corporal, que puede ser 
- Catéter subclavio. Cuando un catéter se introduce en la región subclavia, (localizada por debajo de las clavículas) se habla de un catéter subclavio, utilizado cuando no se tiene un acceso vascular viable, también para nutrición parenteral, suministro de líquidos de manera urgente, en pacientes en estado de choque o deshidratación severa, quemaduras extensas. Estos catéteres también pueden ser utilizados en la administración de antibiótico-terapia, se colocan en las venas de grueso calibre, como la subclavia, la yugular, la femoral y cefálica, en tratamientos de más de siete días. Este tipo de acceso vascular de larga estancia puede durar hasta un año si se cuida adecuadamente, además de ser un método que da al paciente una mejor calidad de vida puesto que evita las multipunciones.[1]
- Catéter para ventrículo cerebral, cuando se introduce a nivel de los ventrículos cerebrales en padecimientos vasculares cerebrales de tipo hemorrágico, cuando hay irrupción de sangre a esta región, como sería hemorragia intracerebral, hemorragia subaracnoidea, traumatismos craneoencefálicos, tumores malignos hemorrágicos con el fin de disminuir la presión intracraneal del paciente.
- Sonda nasogástrica, la cual se introduce por una fosa nasal hasta el estómago, utilizada en padecimientos como la hemorragia gastrointestinal, abdomen agudo, oclusión intestinal, pancreatitis aguda o vómito incoercible.
- Sonda de gastrostomia consiste en la colocción de una sonda para alimentación del paciente, la cual se coloca directamente hacia la cavidad abdominal y se fija en el estómago. Es utilizada en pacientes que no pueden comer por diversos motivos: Secuelas de enfermedad vascular cerebral, rechazo voluntario a los alimentos, traumatismos faciales que le impiden el poder masticar.
- Sonda pleural, o sello de agua introducida en la cavidad torácica para drenaje de líquido de derrame pleural, que bien puede ser sangre, pus, linfa, y como re-expansión del colapso pulmonar.
- Catéter cardíaco: Cuando este catéter se introduce en las cavidades del corazón, sus arterias o sus venas hablamos de un cateterismo cardíaco.En general, la decisión de indicar un cateterismo cardiaco surge de la necesidad de aclarar, confirmar y determinar el grado de severidad de una patología clínicamente definida, que no puede ser totalmente evaluada por los métodos de diagnóstico no invasivos. un ejemplo claro y cotidiano es la evaluación de la circulación coronaria y su implicación en los distintos síndromes isquémicos (angina estable, inestable, infarto agudo al miocardio), así como su importancia en el desarrollo de alteraciones de la función contráctil del ventrículo izquierdo :  atontamiento , hibernación, miocardiopatía dilatada isquémica. [2] El cateterismo cardíaco conlleva un riesgo ligeramente más alto que otros exámenes del corazón; sin embargo, es muy seguro cuando lo realiza un equipo médico con experiencia. Los riesgos abarcan los siguientes: Taponamiento cardíaco Ataque cardíaco Lesión a una arteria coronaria Latidos cardíacos irregulares Hipotensión arterial Reacción al medio de contraste Accidente cerebrovascular Las posibles complicaciones de cualquier tipo de cateterismo abarcan las siguientes: Sangrado, infección y dolor en el sitio de inserción de la vía intravenosa o la vaina Daño a los vasos sanguíneos Coágulos de sangre Daño a los riñones debido al medio de contraste (más común en pacientes con diabetes o problemas renales).
- Catéter pericárdico: es la introducción del catéter por debajo de la región del apéndice xifoides del esternón, con el fin de favorecer el drenaje de líquido acumulado en el pericardio, una de las membranas que cubren al corazón. Este líquido puede ser de aspecto citrino, sangre, pus, linfa, en relación con la enfermedad que dio origen a esta complicación. Este tipo de catéteres se utiliza principalmente cuando el paciente está comprometido de manera respiratoria, es decir,  se impide una adecuada oxigenación hacia el organismo.
- Sonda urinaria, conocida como sonda de Foley la cual se introduce por la uretra, y utilizada como control de orina en pacientes graves, con deshidratación severa, en pacientes con hiperplasia de la próstata o con retención urinaria, con traumatismos en uretra.
- Catéter doble J el cual es introducido en el uretero en pacientes con cálculos renales para evitar la obstrucción del uretero por el desplazamiento del cálculo.
- Catéter Permacap es introducido en cualquier acceso vascular con el fin de suministro de quimioterapia en pacientes con enfermedades oncológicas en tratamiento y en suministro de antibióticos. También se introduce en cualquier acceso vascular en pacientes altamente comprometidos con enfermedades de cualquier tipo que comprometa la vida y el bienestar del paciente o que se encuentren en alto riesgo de muerte, así mismo funciona de manera adecuada en pacientes que presentan dificultad vascular y que impide introducir un otro tipo de vía de acceso para ministración adecuada de antibióticos o nutrición parenteral.
- Sonda rectal, utilizada en pacientes con distensión intestinal, colon tóxico o que estén ocluidos.
- Catéter de Mahurkar utilizado en las sesiones de hemodiálisis en pacientes con Insuficiencia Renal Crónica colocados en la región subclavia, para poder recibir su tratamiento con el hemodializador.
- Cateter intraperitoneal es la colocación de un catéter utilizado para drenaje de líquido de ascitis en pacientes portadores de cirrosis hepática, carcinomatosis abdominal o traumatismos abdominales.
- Catéter de Tenckoff, utilizado para la diálisis peritoneal, el cual se coloca a nivel intraperitoneal, a nivel del abdomen del paciente, como tratamiento sustitutivo de la función renal.
- Catéter vascular También existe la introducción de un catéter en los miembros pélvicos en enfermedades vasculares periféricas con el objeto de destruir los trombos que se forman en esos sitios y favorecer la circulación regional.